# École de biologie industrielle
Pour les articles homonymes, voir EBI.
L’École de biologie industrielle (EBI) est une école d'ingénieurs privée française créée en 1992 et située à Cergy (Val-d’Oise). Elle délivre un diplôme d’ingénieur habilité par la Commission des titres d’ingénieur (CTI) et propose également un bachelor et des masters accrédités par la Conférence des grandes écoles.  
L’établissement est reconnu par l’État depuis 2002 et bénéficie du statut d’EESPIG depuis 2015.  

## Historique
L’école est fondée en 1992 par Florence Dufour, à l’initiative de plusieurs industriels dont L'Oréal et Pasteur-Mérieux.  
Reconnue par l’État en 2002, elle passe sous contrat avec le ministère de l’Enseignement supérieur en 2010. Elle obtient en 2015 le statut d’EESPIG.  
L’EBI est certifiée ISO 9001 depuis 2010 et labellisée DD&RS (développement durable et responsabilité sociétale) en 2019.  
Elle est membre de la CDEFI (depuis 2006), de la CGE (2008), de l’AUF (2009), du consortium COUPERIN (2010) et de l’UGEI (2010).  

## Gouvernance
Depuis septembre 2023, la direction générale est assurée par Clémence Bernard, succédant à la fondatrice Florence Dufour.  
Le conseil d’administration regroupe plusieurs industriels (notamment L'Oréal, Air liquide, Yves Saint Laurent Beauté). Il est présidé par Anne Hays.  

## Formations
L’EBI dispense :  
- un **diplôme d’ingénieur** (bac+5, grade de master),
- un **bachelor Biotech Engineering** (bac+3),
- des **masters spécialisés** accrédités par la CGE.

### Cycle préparatoire
Le cycle préparatoire intégré (2 ans) regroupe les enseignements fondamentaux en biologie, mathématiques, physique et chimie. Il inclut des cours de management, de communication et des pédagogies par projet.  

### Cycle ingénieur
Le cycle ingénieur (3 ans) développe trois grands axes de compétences : génie, biologie et industrie. Les étudiants peuvent choisir parmi cinq majeures et plusieurs mineures (4 à 10 selon les promotions), sans quotas. Le cursus comprend des projets collectifs, des expériences internationales et des stages en entreprise.  

### Bachelor Biotech Engineering
Le bachelor (bac+3) forme des techniciens spécialisés. La première année constitue un socle scientifique et technique et inclut un séjour d’études de quatre semaines à l’étranger. La deuxième année combine poursuite du tronc commun, spécialisation (Production industrielle ; Méthodes et prévention ; Diagnostic et bio-informatique) et un stage de 16 semaines. La troisième année approfondit la spécialisation et se termine par un stage de 24 semaines.  

## Campus

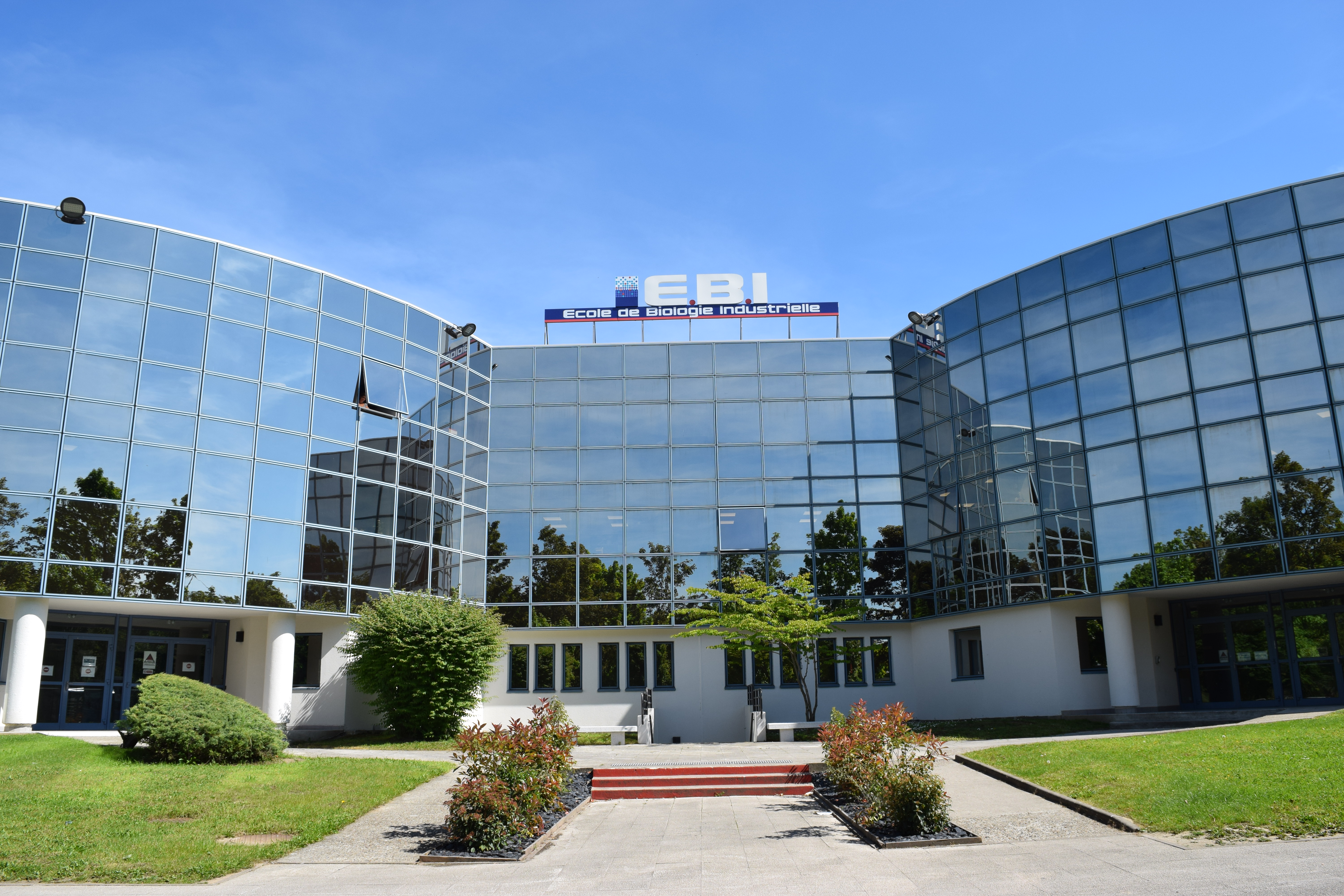
Campus de l'EBI à Cergy

Le campus de 6 000 m² est situé à proximité de la gare de Cergy-Saint-Christophe, dans le quartier de l’Horloge. Il dispose de onze laboratoires de recherche.  

## Classements
En 2019, l’école se classe 38e au niveau national dans le palmarès des écoles d’ingénieurs de L’Usine nouvelle.  
En 2023, elle est 31e dans le même classement.  